# Jack Dolman
Jack Dolman (* 18. August 1988 in Toronto) ist ein kanadisch-US-amerikanischer Musikeditor.

## Karriere
Dolman wurde 1988 in Toronto geboren. Sein Vater Bob Dolman (* 1949) arbeitet als Filmemacher und Autor, sein angeheirateter Onkel ist der Komiker und Schauspieler Martin Short.
Jack Dolman begann seine Filmkarriere 2008 mit dem Film Das Geheimnis der furiosen Fünf. In den nächsten Jahren arbeitete er an über 40 Kinofilmen und das meist als Musikredakteur oder Musikeditor. Zuletzt arbeitete er 2024 an Wicked von Regisseur Jon M. Chu. Dafür wurde er bei der Oscarverleihung 2025 zusammen mit Simon Hayes, Nancy Nugent Title, Andy Nelson und John Marquis in der Kategorie Bester Ton nominiert.
Im Sommer 2025 wurde Dolman Mitglied der Academy of Motion Picture Arts and Sciences.

## Filmografie (Auswahl)
- 2008: Das Geheimnis der furiosen Fünf
- 2010: Henri 4
- 2011: Morgan Freeman: Mysterien des Weltalls (Fernsehserie, 10 Folgen)
- 2012: Ein riskanter Plan
- 2012: Der gestiefelte Kater findet einen Juwel
- 2012: Abraham Lincoln Vampirjäger
- 2013: Das ist das Ende
- 2013: Kick-Ass 2
- 2013: Rush – Alles für den Sieg
- 2013: Captain Phillips
- 2014: Almost Home (Kurzfilm)
- 2014: The Return of the First Avenger
- 2014: Kingsman: The Secret Service
- 2015: Chappie
- 2015: Point Break
- 2015: Eddie the Eagle – Alles ist möglich
- 2016: The Birth of a Nation – Aufstand zur Freiheit
- 2016: The First Avenger: Civil War
- 2016: Money Monster
- 2016: Distance Between Dreams
- 2017: Kong: Skull Island
- 2017: Kingsman: The Golden Circle
- 2018: Early Man – Steinzeit bereit
- 2018: Solo: A Star Wars Story
- 2019: Drachenzähmen leicht gemacht 3: Die geheime Welt
- 2019: Shaun das Schaf – Der Film: UFO-Alarm
- 2020: Home Before Dark (Fernsehserie, 10 Folgen)
- 2021: Cherry – Das Ende aller Unschuld
- 2021: Ron läuft schief
- 2021: The King’s Man: The Beginning
- 2022: Better Late Than Never
- 2022: The Gray Man
- 2024: Argylle
- 2024: Wicked

## Auszeichnungen (Auswahl)
- 2025: Gold Derby Awards in der Kategorie Bester Ton für Wicked
- 2025: Golden Reel Award in der Kategorie Bester Tonschnitt für Wicked
- 2025: Satellite Award in der Kategorie Bester Tonschnitt für Wicked
- 2025: BAFTA-Nominierung in der Kategorie Bester Ton für Wicked
- 2025: Oscar-Nominierung in der Kategorie Bester Ton für Wicked